# Siusko-katóbské jazyky
Siusko-katóbské jazyky (někdy též siouxsko-katóbské j. či sújsko-katóbské j.) jsou středně velkou rodinou indiánských jazyků Severní Ameriky. Zahrnují především tradiční rodinu siuských jazyků, rozšířených původně především ve vnitrozemí USA, a dnes již vymřelé katóbské jazyky z východního pobřeží.
Spolu s irokézskými jazyky a s jazyky kaddo bývá někdy spojována do makro-siuského jazykového kmene.
Kromě několika výjimek je většina siuských jazyků v kategorii vymírajících, které se již nepředávají do další generace. Mezi nejrozšířenější siuské jazyky patří především siouxština (dakotština a lakotština) a jazyk Vraních indiánů.

## Dělení
- Siuské jazyky (západosiuské j., siouxské j., sújské j.)
  - Mandanština
  - Missourské jazyky
    - Absaročtina (Crow, jazyk Vraních indiánů)
    - Hidatština

  - Mississippské (střední větev)
    - Siouxština
      - Lakotština (někdy hodnocena jen jako nářečí)
      - Dakotština (někdy hodnocena jen jako nářečí)

    - Assiniboin
    - Stoney
    - Ajova-oto (čivere) (jazyk Ajovů)
    - Winnebago
    - Omaha-ponca
    - Kansa-osage
    - Quapaw (†)

  - Ohijské (jihovýchodní větev)
    - Tutelo (†)
    - Saponi (†)
    - Moniton (†)
    - Occaneechi (†)
    - Biloxi (†)
    - Ofo (†)

- Katóbské jazyky (východosiuské, Catawban languages) (†)
  - Woccon (†)
  - Katóbština (†)